# Oud-Zuid

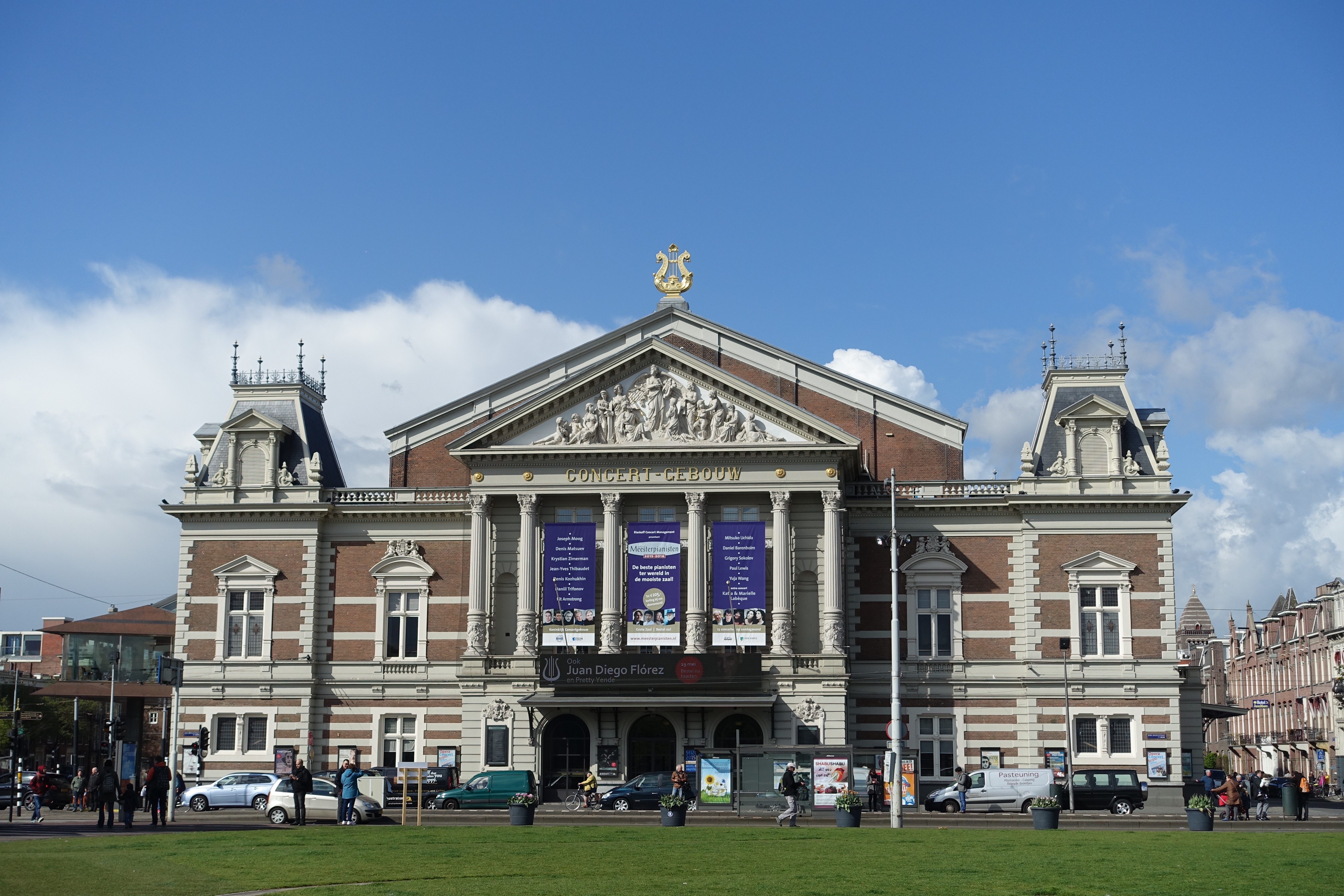
Concertgebouw på Van Baerlestraat.

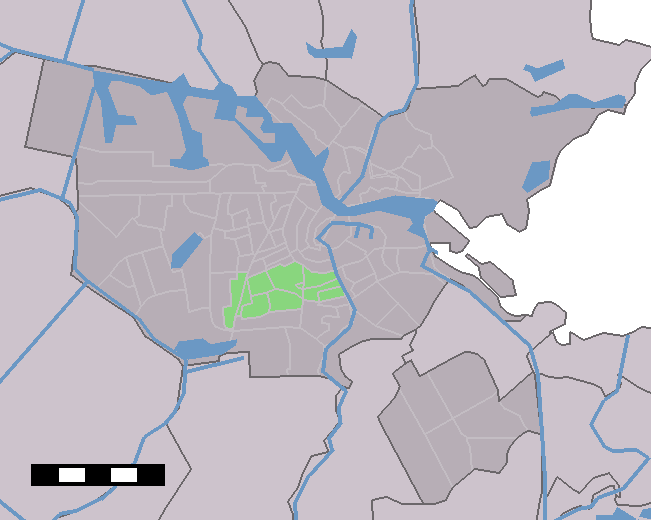
Läge i Amsterdams kommun.

Oud-Zuid är en stadsdel i den nederländska huvudstaden Amsterdam. Stadsdelen hade 2001 cirka 83 000 invånare.